# Stéphanie Dubois
Stéphanie Dubois (Laval, Quebec, 31 de octubre de 1986), es una tenista canadiense, cuya primera aparición como profesional fue el año 2004, cuando participa en los play-offs del grupo mundial en la Fed Cup contra Suiza.

## Estadísticas de su carrera

### Finales en el WTA Tour
| Ganadora — Legend (pre/post 2010)            |
| -------------------------------------------- |
| Torneos Grand Slam (0–0)                     |
| Campeonatos WTA Tour (0–0)                   |
| Tier I / Premier Mandatory & Premier 5 (0–0) |
| Tier II / Premier (0–0)                      |
| Tier III, IV & V / Internacional (0–1)       |

| Títulos por superficie |
| Dura (0–0)             |
| Césped (0–0)           |
| Arcilla (0–0)          |
| Carpeta (0–1)          |

#### Dobles: 1 (0–1)
| Resultado | N.º | Fecha                 | Torneo              | Superficie | Compañero       | Oponentes en la final              | Resultado en la final |
| --------- | --- | --------------------- | ------------------- | ---------- | --------------- | ---------------------------------- | --------------------- |
| Finalista | 1.  | 29 de octubre de 2007 | Quebec City, Canadá | Arcilla    | Renata Voráčová | Christina Fusano Raquel Kops-Jones | 6–2, 7–6(6)           |

### Finales en el circuito ITF
| Torneos de $100,000 |
| Torneos $75,000     |
| Torneos $50,000     |
| Torneos $25,000     |
| Torneos $10,000     |

#### Singles: 20 (9–11)
| Resultado | N.º | Fecha                    | Torneo                          | Superficie | Oponente en la final      | Resultado en la final |
| --------- | --- | ------------------------ | ------------------------------- | ---------- | ------------------------- | --------------------- |
| Ganadora  | 1.  | 13 de junio de 2004      | Hamilton, Canadá                | Arcilla    | Alexa Glatch              | 6–1, 7–5              |
| Finalista | 1.  | 20 de junio de 2004      | Mont-Tremblant, Canadá          | Arcilla    | Soledad Esperón           | 6–3, 6–4              |
| Finalista | 2.  | 26 de septiembre de 2004 | Albuquerque, Estados Unidos     | Dura       | Marissa Irvin             | 6–1, 4–6, 6–4         |
| Finalista | 3.  | 21 de noviembre de 2004  | Tucson, Estados Unidos          | Dura       | Jamea Jackson             | 7–6(5), 7–5           |
| Ganadora  | 2.  | 6 de febrero de 2005     | Rockford, Estados Unidos        | Dura       | Hana Šromová              | 6–1, 6–2              |
| Finalista | 4.  | 31 de julio de 2005      | Lexington, Estados Unidos       | Dura       | Nathalie Grandin          | 6–4, 6–3              |
| Ganadora  | 3.  | 5 de febrero de 2006     | Rockford, Estados Unidos        | Dura       | Anda Perianu              | 7–6(4), 6–3           |
| Finalista | 5.  | 16 de abril de 2006      | Jackson, Estados Unidos         | Arcilla    | Vasilisa Bardina          | 4–6, 6–2, 6–0         |
| Ganadora  | 4.  | 19 de noviembre de 2006  | Lawrenceville, Estados Unidos   | Dura       | Julie Ditty               | 6–3, 7–6(6)           |
| Ganadora  | 5.  | 22 de julio de 2007      | Hamilton, Canadá                | Arcilla    | Sharon Fichman            | 6–2, 6–2              |
| Ganadora  | 6.  | 29 de julio de 2007      | Lexington, Estados Unidos       | Dura       | Anne Keothavong           | 4–6, 6–3, 6–3         |
| Finalista | 6.  | 5 de agosto de 2007      | Vancouver, Canadá               | Dura       | Anne Keothavong           | 7–5, 6–1              |
| Finalista | 7.  | 7 de octubre de 2007     | Troy, Estados Unidos            | Dura       | Maret Ani                 | 3–6, 6–4, 6–2         |
| Finalista | 8.  | 18 de noviembre de 2007  | La Quinta, Estados Unidos       | Dura       | Ashley Harkleroad         | 6–3, 7–6(6)           |
| Finalista | 9.  | 19 de octubre de 2008    | Toronto, Canadá                 | Dura       | Alexa Glatch              | 6–4, 6–3              |
| Finalista | 10. | 12 de julio de 2009      | Grapevine, Estados Unidos       | Dura       | Valérie Tétreault         | 2–6, 7–6(6), 7–6(1)   |
| Ganadora  | 7.  | 9 de agosto de 2009      | Vancouver, Canadá               | Dura       | Sania Mirza               | 1–6, 6–4, 6–4         |
| Finalista | 11. | 25 de julio de 2010      | Lexington, Estados Unidos       | Dura       | Kurumi Nara               | 6–4, 6–4              |
| Ganadora  | 8.  | 1 de mayo de 2011        | Charlottesville, Estados Unidos | Arcilla    | Michelle Larcher de Brito | 1–6, 7–6(5), 6–1      |
| Ganadora  | 9.  | 17 de julio de 2011      | Granby, Canadá                  | Dura       | Ling Zhang                | 6–2, 2–6, 6–1         |

#### Dobles: 15 (8–7)
| Resultado | N.º | Fecha                    | Torneo                                      | Superficie | Compañero            | Oponentes en la final                     | Resultado en la final |
| --------- | --- | ------------------------ | ------------------------------------------- | ---------- | -------------------- | ----------------------------------------- | --------------------- |
| Ganadora  | 1.  | 18 de abril de 2004      | Jackson, Estados Unidos                     | Arcilla    | Alisa Kleybanova     | Cory Ann Avants Kristen Schlukebir        | 6–2, 6–3              |
| Finalista | 1.  | 26 de septiembre de 2004 | Albuquerque, Estados Unidos                 | Dura       | María Emilia Salerni | Maureen Drake Carly Gullickson            | 6–3, 7–6(6)           |
| Ganadora  | 2.  | 27 de marzo de 2005      | Redding, Estados Unidos                     | Dura       | Yulia Beygelzimer    | Leanne Baker Francesca Lubiani            | 6–4, 6–7(1), 6–3      |
| Finalista | 2.  | 8 de mayo de 2005        | Raleigh, Carolina del Norte, Estados Unidos | Arcilla    | Maria Fernanda Alves | Ashley Harkleroad Lindsay Lee-Waters      | 6–2, 0–6, 6–3         |
| Finalista | 3.  | 19 de marzo de 2006      | Orange, Estados Unidos                      | Dura       | Lilia Osterloh       | Kateryna Bondarenko Alona Bondarenko      | 6–2, 6–4              |
| Ganadora  | 3.  | 12 de noviembre de 2006  | Pittsburgh, Estados Unidos                  | Dura       | Alisa Kleybanova     | Ashley Harkleroad Galina Voskoboeva       | 6–4, 5–7, 6–1         |
| Finalista | 4.  | 11 de febrero de 2007    | Midland, Estados Unidos                     | Dura       | Maureen Drake        | Laura Granville Abigail Spears            | 6–4, 3–6, 6–3         |
| Finalista | 5.  | 7 de julio de 2007       | Southlake, Estados Unidos                   | Dura       | Valérie Tétreault    | Surina De Beer Kim Grant                  | 4–6, 6–4, 6–4         |
| Ganadora  | 4.  | 22 de julio de 2007      | Hamilton, Canadá                            | Arcilla    | Surina De Beer       | Michaela Johansson Paula Zabala           | WO                    |
| Ganadora  | 5.  | 4 de agosto de 2007      | Vancouver, Canadá                           | Dura       | Marie-Ève Pelletier  | Soledad Esperón Agustina Lepore           | 6–4, 6–4              |
| Ganadora  | 6.  | 21 de octubre de 2007    | Lawrenceville, Estados Unidos               | Dura       | Alisa Kleybanova     | Leanne Baker Julie Ditty                  | 6–2, 6–0              |
| Ganadora  | 7.  | 12 de noviembre de 2007  | Pittsburgh, Estados Unidos                  | Dura       | Alisa Kleybanova     | Raquel Kops-Jones Abigail Spears          | 6–4, 4–6, 10–6        |
| Finalista | 6.  | 27 de abril de 2008      | Dothan, Estados Unidos                      | Arcilla    | Maria Fernanda Alves | Tetiana Luzhanska Michaela Paštiková      | 6–1, 6–3              |
| Ganadora  | 8.  | 18 de octubre de 2008    | Toronto, Canadá                             | Dura       | Marie-Ève Pelletier  | Nikola Frankova Carmen Klaschka           | 6–4, 6–2              |
| Finalista | 7.  | 27 de septiembre de 2009 | Saguenay, Canadá                            | Dura       | Rebecca Marino       | Sofia Arvidsson Séverine Brémond Beltrame | 6–3, 6–1              |

### Rendimiento en Grand Slams
| Torneo                    | 2005 | 2006 | 2007 | 2008 | 2009 | 2010 | 2011 | 2012 | G–P  |
| ------------------------- | ---- | ---- | ---- | ---- | ---- | ---- | ---- | ---- | ---- |
| Torneos Grand Slam        |      |      |      |      |      |      |      |      |      |
| Abierto de Australia      | Q1   | A    | Q1   | 1R   | 1R   | 1R   | Q3   | 2R   | 1–4  |
| Torneo de Roland Garros   | Q1   | Q1   | Q2   | 1R   | Q2   | 1R   | Q3   |      | 0–2  |
| Wimbledon                 | Q1   | Q1   | Q1   | 1R   | 1R   | 1R   | 2R   |      | 1–4  |
| Abierto de Estados Unidos | Q2   | 1R   | Q3   | Q2   | 2R   | Q3   | Q3   |      | 1–2  |
| Ganados–Perdidos          | 0–0  | 0–1  | 0–0  | 0–3  | 1–3  | 0–3  | 1–1  | 1–1  | 3–12 |